# Oniscophiloscia anomala
Oniscophiloscia anomala is een pissebed uit de familie Philosciidae. De wetenschappelijke naam van de soort is voor het eerst geldig gepubliceerd in 1890 door Dollfus.